# عالية سليم
عالية سليم (من مواليد أغسطس 1989)، ناشطة بريطانية في مجال التعليم العلماني وكاتبة وباحثة في السوق. هي ملحدة مسلمة سابقة، وناشطة نسوية وناشطة إنسانية، ومؤسسة مشاركة لمنظمة Faith to Faithless. كتبت أيضًا تحت اسم مستعار ليلى حسين.

## سيرة شخصية
ولدت سليم في لندن وسط عائلة باكستانية سنية مهاجرة. من سن 6 إلى 11 عامًا، درست في المدارس الدينية التي يقودها الديوبندي، حيث تعلمت اللغة العربية ودرست الإسلام السلفي. (0:35) عندما كانت تبلغ من العمر 11 عامًا،  التحقت سليم بالمدرسة الداخلية الإسلامية الخاصة بالبنات، جمعية الهدى في نوتنغهام. في حوالي الثانية عشرة من عمرها، بدأت تساورها شكوك حول حقيقة الدين وأخلاقياته، وخاصة إدانة المثلية الجنسية، لكن استجوابها وصف بأنه «فساد» وشعرت بالقمع مرارًا وتكرارًا «لعدم تلويث عقول الفتيات الأخريات». (1:07) تم طردها في عام 2006 عن عمر يناهز 15 عامًا، بتهمة «النرجسية» لامتلاكها كاميرا يمكن التخلص منها، وبالتالي تعرضت للإذلال العلني أمام المدرسة بأكملها. 
وذهبت لدراسة تفسير القرآن في معهد فرحات هاشمي الهدى في ميسيسوجا بالقرب من تورنتو، كندا، والذي كان من المفترض أن يستمر لمدة عام. وجدت الدروس باللغة الأردية صعبة، لكنها انتقلت بعد شهرين (3:31) إلى حرم معهد الهدى في باكستان لإكمال الدورة، وعزلت عن أسرتها، وجدت نفسها "مبتذلة" "بالتكرار والحماس الديني. وقالت إنها بدأت في ارتداء النقاب عن طيب خاطر (النقاب)، (03:45) وبعد فوات الأوان اعتبرت نفسها البالغة من العمر 17 عامًا أصولية وأرادت التبشير عندما عادت إلى المملكة المتحدة. (2:02)
بعودتها إلى بريطانيا، حيث لم تعد سليم تعيش في بيئة مقيدة دينياً وكانت تتمتع بحرية الوصول إلى الكتب ووسائل الإعلام والتلفزيون، عادت شكوكها السابقة إلى الظهور. بدأت في دراسة علم الاجتماع، الذي فحص الدين من عدة وجهات نظر جديدة مثل النسوية والماركسية، وعرّفتها أولاً على مفهوم أن الأديان يمكن أن تكون وسيلة للسيطرة الاجتماعية. في المكتبة، صادفت كتاب ريتشارد دوكينز The God Delusion، والذي كشف لها لأول مرة فكرة أن الله يمكن أن يكون وهمًا بشريًا وقد لا يكون موجودًا في الواقع، ونظرية التطور التي لم تفهمها، وقررت قضاء وقت طويل في المزيد من الدراسة. بعد ذلك، علمت نفسها في علم الكونيات، وقرأت كتاب كارل ساجان Pale Blue Dot؛ كان مشهد صورة Pale Blue Dot الأيقونية هو القشة الأخيرة، مما جعلها تكفر وجعلها متشككة. في سن التاسعة عشرة، وصلت سليم إلى مرحلة لم تعد تؤمن فيها بالإسلام، وابتعدت عنه. (2:23) إنها تعتقد أن «الإسلام الذي نشأت فيه، والذي كان، كما تعلمون، قد فرض علي لسنوات، كان في الواقع يتم فرضه علي للسيطرة علي فعليًا. للتحكم في ما فعلته، وماذا كنت أرتدي، ومن تحدثت إليه، وماذا أكلت وكيف كنت أفكر.» (2:35)
التحقت سليم بجامعة برونيل في غرب لندن حيث حصلت على مرتبة الشرف من الدرجة الأولى في اللغة الإنجليزية. وهي تعمل كباحثة سوق في Kantar بعد أن قامت سابقًا بإجراء بحث برلماني لمجلس اللوردات. وهي كذلك مساهمة وكاتبة عمود في " Sedaa"، وهو موقع إلكتروني يشمل كتابًا من خلفيات إسلامية.

## النشاط العلماني
في أكتوبر 2014، تحدثت سليم لأول مرة عن معاملتها في مدرستها الداخلية في نوتنغهام في مؤتمر مجلس المسلمين السابقين في بريطانيا العلماني 2014. في شهرنوفمبر 2014، كتبت أيضًا عرضًا أكثر تفصيلاًحول هذا الموضوع في صحيفة The Times تحت الاسم المستعار ليلى حسين. ادعت سليم أن التلاميذ كانوا يدرسون مواد إسلامية مختلفة فقط من منظور أصولي، وتلقينهم أفكارًا مناهضة للمثليين والمسيحيين واليهود، ولم يكن لديهم دروس في الجغرافيا أو التاريخ أو الفن أو الرياضة أو الموسيقى.  حذف فصل العلوم التطور والتربية الجنسية، وعلمت أن الرجال مسموح لهم بضرب زوجاتهم.  بسبب المخاوف التي أثارتها، خضعت المدرسة لتفتيش مفاجئ في أبريل 2015، وتم تصنيفها على أنها «غير ملائمة» من قبل Ofsted نتيجة لذلك. عندما لم يُظهر التفتيش الثاني في أبريل 2016 تحسينات كافية، تم تهديد كلية جامع الهدى السكنية بالإغلاق الجزئي أو الكامل. وحاولت إدارة المدرسة استئناف القرار، بينما حثت سليم وزارة التربية والتعليم على «التحرك بسرعة الآن لحماية هؤلاء التلاميذ».
في عام 2015، شاركت سليم مع زميلها امتياز شمس، وهو مسلم سابق ملحد من المملكة العربية السعودية، في تأسيس منظمة Faith to Faithless . تقدم المنظمة الدعم للأشخاص الذين يتركون الإسلام والأقليات الدينية الأخرى، وتتحدى التمييز الذي يواجهه الأشخاص غير المتدينين وتهدف إلى خلق الوعي بالقضايا التي ينطوي عليها ترك الدين. بدأت سليم وشمس بإقامة فعاليات «صادرة» في الجامعات، حيث يمكن للمسلمين السابقين وغيرهم من المرتدين أن يرووا قصصهم في حضور أقرانهم الذين الذين تعرضوا أيضًا لعملية التفكيك.
في سنة 2015، مثلت سليم منظمة Humanists UK (ثم الجمعية الإنسانية البريطانية) في مناظرة غرفة التنوع في مجلس اللوردات، تكلمت خلالها عن التمييز والاضطهاد الذي يواجهه العديد من المسلمين السابقين الملحدين سواء في المملكة المتحدة وحول العالم. وفي العام التالي مثلت سليم منظمة Faith to Faithless في مناقشة أخرى في مجلس اللوردات حول المشاكل الخاصة التي يواجهها المسلمون السابقون عند تركهم الدين.
في أواخر عام 2015 وأوائل عام 2016، سجلت سليم مقطعي فيديو يعرضان إستراتيجيات للمسلمات أو المسلمات السابقات اللواتي لم يعدن يرغبن في ارتداء الحجاب - كانت هي نفسها ترتدي الحجاب منذ سن 11 - لكنها تعى بسلبية العواقب الاجتماعية التي قد يواجهونها بسبب القيام بذلك.
في أبريل 2016، ظهرت سليم في برنامج وثائقي على إذاعة إذاعة بي بي سي 4 من جزأين عن الديوبانديين، المجتمع الإسلامي التقليدي الانعزالي الذي كان مسؤولاً عن تعليمها والذي يسيطر على غالبية المدارس الدينية الإسلامية في المملكة المتحدة.

## أعمال
- Saleem, Aliyah; Mughal, Fiyaz (2018). ترك الإيمان وراءه: رحلات ووجهات نظر الأشخاص الذين اختاروا ترك الإسلام. لندن: دارتون، لونجمان وتود. ص. 192.